# Hydrangea radiata
Hydrangea radiata är en hortensiaväxtart som beskrevs av Thomas Walter. Hydrangea radiata ingår i släktet hortensior, och familjen hortensiaväxter. Inga underarter finns listade i Catalogue of Life.

## Bildgalleri

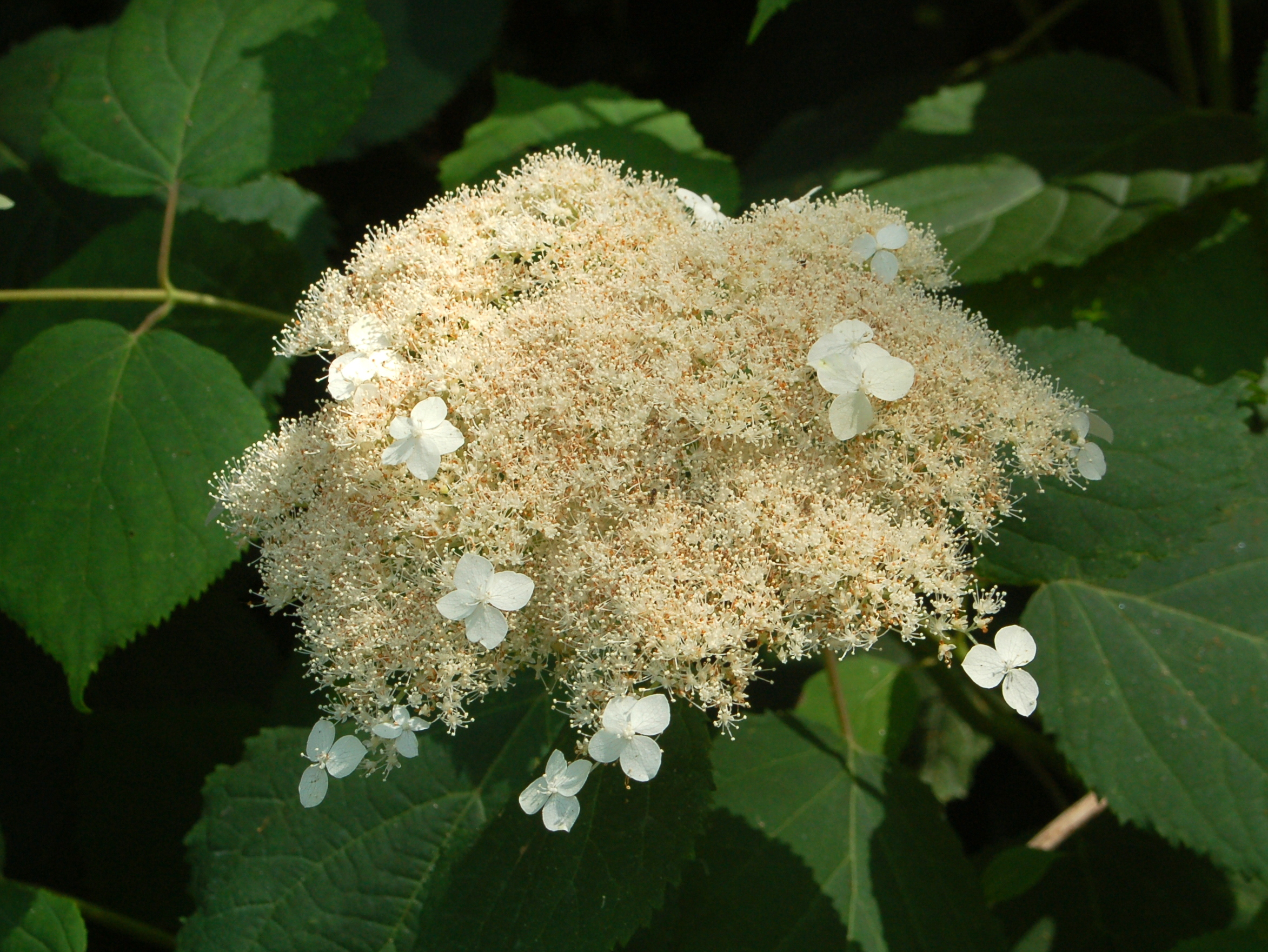